# Vassiliy Jirov
Vassiliy Valeryevich Jirov (Baljash, Unión Soviética, 4 de abril de 1974) es un boxeador de Kazajistán que llegó a ser campeón del mundo de los pesos crucero para la Federación Internacional de Boxeo durante cuatro años, desde 1999 hasta el año 2003, cuando fue vencido por James Toney.

## Biografía
Jirov empezó a boxear en 1986, cuando tenía 12 años, estudiando en la Escuela Técnica de Baljash. Su primer entrenador fue Alexander Apachinsky (Entrenador de Mérito de la República de Kazajistán, Maestro de Deportes de la URSS).
De 1989 a 1991, se proclamó campeón de la RSS de Kazajistán tres veces seguidas. En 1990 se proclamó campeón de la Spartakiad de Jóvenes Estudiantes de toda la Unión (4 combates, 4 victorias, Moscú,) y también ganó el Campeonato Juvenil de la URSS (4 combates, 4 victorias, Donetsk,) recibió el título de Maestro de Deportes de la URSS en boxeo.
En 1991, Jirov, que aún estaba en la categoría juvenil, no ganó el Campeonato de la URSS en Sarátov (4 combates, 3 victorias, 2º puesto,) sin embargo, recibió una invitación para el equipo juvenil de la URSS.
En 1994, pasó a la división de peso semipesado (hasta 81 kg).
En diciembre de 1996, viajó a Estados Unidos, donde firmó un contrato con el promotor Bob Arum y comenzó su carrera como boxeador profesional.

### Amateur
- Campeón de Europa Junior en Edimburgo peso medio (1992)
- Bronce en el Campeonato del Mundo aficionado en Tampere, Finlandia peso medio (1993) siendo derrotado por Akin Kuloglu de Turquía a los puntos.
- Bronce en el Campeonato de Asia en Hiroshima, Japón peso pesado (1994) siendo derrotado por Yong-Sam Ko de Corea del Sur a los puntos.
- Bronce en el Campeonato del Mundo aficionado en Berlín, Alemania peso pesado (1995) siendo derrotado por Antonio Tarver de Estados Unidos a los puntos.
- Oro en los Juegos Olímpicos de Atlanta peso semipesado (1996)[1]
  - Derrota a Julio César González (México) TKO 2
  - Derrota a Pietro Aurino (Italia) puntos
  - Derrota a Troy Ross (Canadá) puntos
  - Derrota a Antonio Tarver (Estados Unidos) puntos
  - Derrota a Seung-Bao Lee (Corea del Sur) puntos

### Profesional
Comenzó su carrera profesional después del oro olímpico y tras 20 combates imbatido tuvo una oportunidad por el título mundial de la Federación Internacional de Boxeo ante Arthur Williams. Ganó el combate por nocaut técnico en el séptimo asalto y después defendió su título en seis ocasiones antes de caer derrotado en doce asaltos por decisión ante James Toney. Después de este combate ganó en otras dos ocasiones antes de subir de categoría, a los pesos pesados. Su primer combate fue ante Joe Mesi en 2004 y perdió por decisión. En su siguiente combate en los pesos pesados ante Michael Moorer y con los títulos WBA de Norteamérica y el WBC Continental Americas en juego perdió por nocaut en el séptimo asalto. Ya en 2006, volvió a la categoría de los pesos crucero.

### Entrenador
Jirov vive en Arizona y trabaja en el Scottsdale Boxing Club como entrenador. Reflexionando sobre su época de boxeador, Jirov dijo: "Viajé por el mundo, me pagaron y pateé algunos traseros".